# Tissu nerveux
Le tissu nerveux assure le fonctionnement intégré des organismes animaux. Les cellules responsables de cette activité sont les neurones (composant 20 % du système) et les cellules gliales (80 %), spécialisées dans la communication de proximité avec d'autres cellules de même type. C'est donc un tissu qui a poussé la perception sensorielle depuis des récepteurs, les intègre et provoque une réaction adaptée de l'organisme en transmettant des informations aux effecteurs (les principaux étant les muscles et les glandes). La complexité du tissu nerveux chez certains organismes aboutit à des réactions extrêmement complexes et variées.
Le tissu nerveux se différencie du système hormonal par le fait que les communications entre les cellules sont à courte et très courte distance alors que les hormones agissent sur l'organisme entier.
Réparti dans tout l'organisme, le tissu nerveux s'organise en un système, le système nerveux. Grâce à un réseau de cellules spécialisées, les neurones, le système nerveux perçoit les informations en provenance des milieux intérieurs et extérieurs via des récepteurs sensoriels et les décode pour apporter une réponse appropriée de l'organisme.
Chez les vertébrés, le système nerveux est épineurien. Il est subdivisé en deux parties: le système nerveux central (SNC) et le système nerveux périphérique (SNP). Constitué macroscopiquement de substance grise et de substance blanche, le système nerveux central comprend l'encéphale (cerveau, tronc cérébral, cervelet) logé dans la boîte crânienne et la moelle épinière, logée dans le canal rachidien de la colonne vertébrale. Le système nerveux périphérique comprend les nerfs reliant les différents organes au système nerveux central ainsi que des relais nerveux, appelés ganglions nerveux. Le système nerveux des chordés plus primitifs est similaire à ceci près que le cerveau est absent, la structure du tissu au niveau de la tête ne se différenciant pas de celle du reste du tube neural.
Chez les invertébrés hyponeuriens, le système nerveux est constitué d'une double chaîne de ganglions située en position ventrale d'où partent les nerfs moteurs et sensitifs. Fréquemment, les ganglions antérieurs sont fusionnés en un cerveau assurant les fonctions les plus évoluées du système nerveux. Chez certains groupes, comme les mollusques, cette structure, du fait de l'évolution, est peu visible.
Le troisième type de tissu nerveux observé, présent chez les animaux les plus primitifs, est la formation d'un tissu diffus sans structures identifiables au sein des autres tissus. On le rencontre chez les animaux diploblastiques (méduses, coraux, etc.) et chez les vers primitifs. Chez certains animaux, les neurones peuvent se regrouper au sein de ganglions, mais sans que ceux-ci semblent avoir une organisation supplémentaire comme chez les animaux plus évolués.

## Éléments constitutifs
Le SNC est composé de substance blanche (fibres nerveuses myélinisées et cellules gliales), de substance grise (corps cellulaire des neurones, cellules gliales, fibres nerveuses amyéliniques) siège des synapses du SNC, et du système ventriculaire : ventricules latéraux, 3e ventricule, aqueduc de Sylvius, 4e ventricule et canal épendymaire.
Note : les espaces entre les corps cellulaires et les capillaires sont appelés les neuropiles et contiennent des fibres et de la Matrice Extra Cellulaire (MEC).

### Neurone
Le tissu nerveux contient des neurones (ou cellules nerveuses) munis de prolongements cytoplasmiques qui, engainés ou non, forment les fibres nerveuses. Les neurones peuvent être de différents types suivant leur localisation (cerveau, cervelet, ganglion nerveux, intestin).
Grâce à leurs prolongements, les neurones établissent des relations soit avec d'autres neurones, par l'intermédiaire de synapses interneuronales.
Ils peuvent également établir des relations avec des cellules réceptrices (synapse neurosensorielle) ainsi qu'avec des cellules effectrices (synapses neuroglandulaires, synapses neuromusculaires).
Ainsi, les synapses permettent la transmission de l'information via des neurotransmetteurs comme la dopamine, etc.

### Névroglie (cellules gliales)
Des éléments de soutien sont associés aux neurones. Il s'agit des cellules de la névroglie qui sont dix fois plus nombreuses que les neurones. Il y a deux types de névroglie qui contiennent chacune des types cellulaires différents. La névroglie interstitielle dans le système nerveux central, la névroglie épithéliale qui borde les cavités contenues dans le système nerveux central (ventricules, canal de l'épendyme…) et la névroglie périphérique dans le système nerveux périphérique.

#### Névroglie interstitielle

##### Astrocyte
Les astrocytes sont des cellules étoilées munies de nombreux prolongements cellulaires. Ces prolongements vont à la rencontre des neurones pour les soutenir et à la rencontre des capillaires sanguins formant ainsi la barrière hématoencéphalique. Ce sont les cellules gliales les plus abondantes.
Fonctions
- Soutien des neurones. Ils maintiennent la cohérence du tissu nerveux.
- Guidage des neuroblastes durant leurs mouvements pendant les processus de maturation du tissu nerveux.
- Barrière hématoencéphalique. Les astrocytes de type 1 empêchent le passage de l'ion potassium, des acides aminés, des neurotransmetteurs, des hormones et de nombreux médicaments dans le milieu intercellulaire afin de ne pas gêner l'activité des neurones au niveau des synapses et de la transmission du potentiel d'action. Ils régulent la glycémie du milieu intercellulaire qui n'est donc pas soumise aux variations de la glycémie sanguine.
- Ils éliminent les déchets et les neurotransmetteurs en les rejetant dans le sang.
- Ils ont un rôle d'échanges intercellulaires par des jonctions communicantes ; ils permettent le passage de glucose et de calcium pour adapter les apports métaboliques des neurones en fonction de leurs besoins.
- Ils forment des pieds vasculaires autour des capillaires

Il existe deux types d'astrocytes de type 2 suivant leur localisation : les astrocytes protoplasmiques dans la substance grise et les astrocytes fibreux dans la substance blanche. Les astrocytes de type 2 sont en quelque sorte les « assistants » des neurones, le neurone est en effet une machine très spécifique qui a besoin d'être « soutenu » dans son rôle de transmission de l'information.

##### Oligodendrocytes
Les oligodendrocytes sont des cellules munies de petits prolongements cytoplasmiques peu nombreux.
Ces prolongements entourent les axones et les myélinisent accélérant ainsi la transmission de l'influx nerveux. Ils constituent 75 % du volume du système nerveux central. Spécifiques de la myélinisation du système nerveux central, ils peuvent myéliniser plusieurs fibres nerveuses alors que les cellules de Schwann (SNP) sont spécifiques d'une fibre lorsqu'ils la myélinisent (en effet, les Fibres Amyélinisées Schwanniennes consistent en plusieurs cylindraxes pour une seule cellule de Schwann).

##### Microgliocytes (ou cellules de la microglie)
Ce sont de petites cellules étoilées qui dérivent de monocytes apportés par le sang. Ce sont les macrophages du système nerveux central. Ils peuvent par activation adopter une forme en fuseau et ainsi se déplacer dans le tissu nerveux. Ils sécrètent des facteurs de croissance indispensables au fonctionnement des neurones et des radicaux libres oxydants qui attaquent les micro-organismes. Ce sont des monocytes qui se sont incorporés dans le tissu nerveux pendant le développement embryonnaire.

#### Névroglie épithéliale

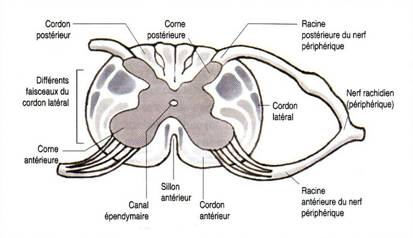
Le canal épendymaire est au centre

Un seul type de cellule la constitue : les cellules épendymaires(ou épendymocytes) qui recouvrent les cavités du système nerveux central et ventricules cérébraux (épendymocytes des plexus choroidien). Ils permettent également l'écoulement du liquide céphalo-rachidien dans la moelle épinière (épendymocytes des plexus extra choroidiens). D'ailleurs lors d'une coupe transversale de moelle épinière, on distingue au centre le canal épendymaire où se trouvent les épendymocytes. Le liquide céphalo-rachidien assure la protection mécanique du cerveau contre des chocs et permet la circulation des microgliocytes.

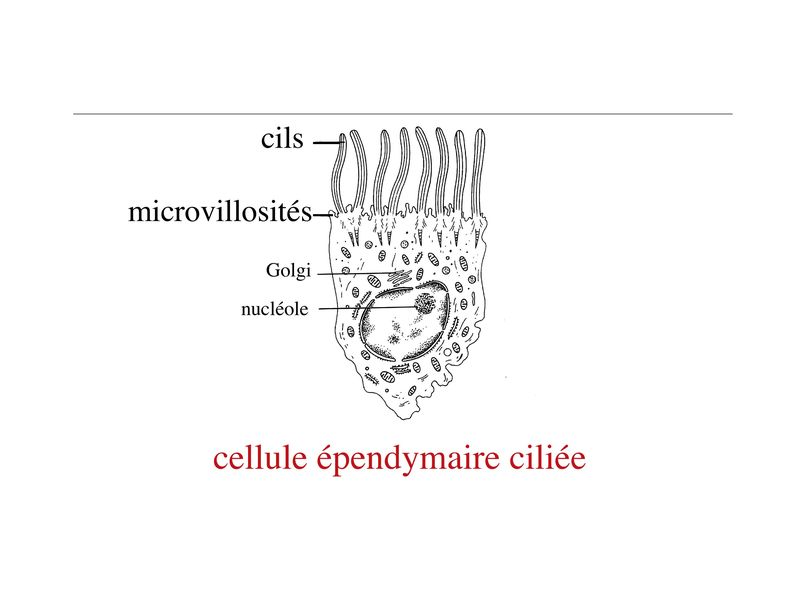
Ependymocyte

#### Névroglie périphérique
Elle est constituée des cellules de Schwann qui assurent la myélinisation du système nerveux périphérique et des cellules satellites qui sont impliquées dans le métabolisme du système nerveux périphérique.
Barrière hémato-encéphalique
La diffusion de certaines molécules du sang dans le SNC est empêchée par une barrière appelée « barrière hémato-encéphalique » ou BHE. En effet les cellules endothéliales (cellules des capillaires sanguins) sont au niveau de cette barrière reliées par des dispositifs protéiques permettant à ces cellules d'être très « accolées ». Cet « accolement important » empêche des molécules issues du sang de passer entre les cellules (absence de flux intercellulaires) et d'arriver dans le SNC, cela est permis grâce à des jonctions serrées.

## Colorations
Deux types de colorations particulières sont utilisées pour étudier le tissu nerveux au niveau du système central : des « bichromes » et des imprégnations argentiques.
Les « bichromes », comme le Dominici, associent un colorant basique (bleu de toluidine) mettant en évidence les structures basophiles (corps de Nissl, le noyau) et un colorant cytoplasmique acide. L'absence de tissu conjonctif au niveau du système nerveux central rend inutile l'utilisation d'un troisième colorant.
Les techniques d'imprégnation argentique permettent de pallier le manque de colorabilité des prolongements cytoplasmiques des cellules nerveuses en révélant le cytosquelette (neurofibrilles) particulièrement abondant dans ces prolongements.